# Джордж Селуин
Джордж Огъстъс Селуин (на английски: George Augustus Selwyn) е английски мисионер, пътешественик-изследовател, първи епископ на Нова Зеландия (1841 – 1858), предстоятел на Нова Зеландия (1858 – 1868) и епископ на Личфийлд (1868 – 1878).

## Ранни години (1809 – 1841)
Роден е на 5 април 1809 г. в Хампстед, квартал на Лондон, Великобритания, в семейство на пастор. Учи в Итън Колидж заедно с Уилям Гладстон. През 1827 г. става стипендиант на колежа „Свети Йоан“ в Кеймбридж, през 1831 г. завършва бакалавърска, а през 1834 г. магистърска степен по хуманитарни науки.
През 1833 г. Селуин е ръкоположен за дякон, а през 1834 г. за свещеник и става помощник на викария на Уиндзор до 1841 г.

## Мисионерска и изследователска дейност в Нова Зеландия (1841 – 1867)
На 17 октомври 1841 г. е ръкоположен за епископ на Нова Зеландия и на 26 декември същата година, заедно с 23-ма мисионери, отплава от Плимут. На 30 май 1842 г. пристига в Оукланд и за известно време гостува на първия губернатор на Нова Зеландия капитан Уилям Хобсън. По време на пътуването си от Англия усилено изучава маорски език, което му помага по време на неговите пътувания и проповядвания из страната.
На 20 юни 1842 г. пристига в северната част на острова, на около 24 км от пристанището Паихия (34°17′ ю. ш. 174°05′ и. д. / 34.283333° ю. ш. 174.083333° и. д.) създава база, която става център на неговата мисионерска и изследователска дейност.
През 1842 и 1843 г. извършва две пътешествие по Северния остров на Нова Зеландия. В първото, през 1842 г. за шест месеца извършва пътешествие по северното крайбрежие на Северния остров и изследва северната част на острова. През 1843 г. предприема изследвания в южната част на острова. Тръгва от Уелингтън на север, изкачва се по река Манавату до изворите ѝ, и по река Тукитуки се спуска до залива Хокс при Нейпир, като изследва планината Руахине (1835 м), най-голямата планинска верига в южната част на острова.
През 1844 г. Селуин премества базата си в околностите на днешния град Оукланд, която става център на новата му митрополия. През следващите шест години Селуин създава и организира множество англикански мисии в цяла Нова Зеландия, като същевременно извършва и задълбочени географски и етнографски дейности. От декември 1847 г. започват и неговите периодични пътувания по островите в Тихия океан. Разработва схема за самоуправление на своята епархия и след като получава разрешение от Англия, разделя Нова Зеландия на четири епархии – две на Северния и две на Южния остров.
Започналите в началото на 50-те години на ХІХ век Англо-маорски войни за известно време прекъсва процеса на християнизация на маорите и Селуин е силно разтревожен от насилието и жестокостта на английските войски спрямо местното население. Полага неимоверни усилия да спре войната и да предотврати насилието и кръвопролитието.

## Следващи години (1867 – 1878)
През 1867 г. посещава Англия и приема предложението да стане 21-ви епископ на Личфийлд, като заема тази длъжност до смъртта си. През 1868 г. прави прощално пътуване до бившата си епархия в Нова Зеландия и е изпратен с големи почести от своите бивши енориаши – маори и колонисти.
Умира на 11 април 1878 г. в епископския дворец в Личфийлд на 69-годишна възраст.

## Памет
Неговото име носят:
- Колеж „Селвин“ в Кеймбридж, Англия (от 1882);
- Колеж „Селвин“ в Отаго, Нова Зеландия (от 1893);
- Колеж „Селвин“ в Оукланд, Нова Зеландия (1956).